# Calvin (Vorname)
Calvin ist ein männlicher Vorname.

## Herkunft und Bedeutung
Der Name Calvin ist abgeleitet vom französischen Nachnamen Cauvin, lateinisch Calvinus, was kahl bedeutet. Der Name Cauvin oder Calvin bedeutet also kahlköpfig. Der prominenteste Träger war Johannes Calvin, einer der führenden Reformatoren in der Schweiz. Ihm zu Ehren wurde der Name ab dem 19. Jahrhundert auch als Vorname vergeben.

## Namensträger
- Calvin Bassey (* 1999), nigerianischer Fußballspieler
- Calvin Brackelmann (* 1999), deutscher Fußballspieler
- Calvin Bridges (1889–1938), US-amerikanischer Genetiker
- Calvin Coolidge (1872–1933), US-amerikanischer Politiker der Republikanischen Partei, 1923–1929 Präsident der USA
- Calvin Elfring (* 1976), ehemaliger kanadischer Eishockeyspieler
- Calvin Grieder (* 1955), Schweizer Verfahrensingenieur und Manager
- Calvin Hemery (* 1995), französischer Tennisspieler
- Calvin Johnson (Musiker) (* 1962), US-amerikanischer Gitarrist, Sänger, Songwriter, Musikproduzent und Disc Jockey
- Calvin Johnson (Footballspieler) (* 1985), US-amerikanischer Footballspieler
- Calvin D. Johnson (1898–1985), US-amerikanischer Politiker
- Calvin Joseph Johnson (* 1958), US-amerikanischer Schauspieler und Stuntman
- Calvin Jones (1926–2010), US-amerikanischer Bluesmusiker
- Calvin Klein (* 1942), US-amerikanischer Modedesigner
- Calvin Lockhart (1934–2007), von den Bahamas stammender, US-amerikanischer Schauspieler bei Bühne und Film
- Calvin Pickard (* 1992), kanadischer Eishockeytorwart
- Calvin Ridley (* 1994), US-amerikanischer American-Football-Spieler
- Calvin Robinson (* 1985), englischer Diakon, Schriftsteller und Medienpersönlichkeit (Free Church of England)
- Calvin Russell (1948–2011), US-amerikanischer Singer-Songwriter
- Calvin Smith (Leichtathlet, 1961) (* 1961), US-amerikanischer Sprinter
- Calvin Smith (Leichtathlet, 1987) (* 1987), US-amerikanischer Sprinter
- Calvin Stengs (* 1998), niederländischer Fußballspieler surinamischer Abstammung
- Calvin Thürkauf (* 1997), Schweizer Eishockeyspieler mit kanadischem Pass

Künstlername
- Ben Calvin Hary (* 1980), deutscher Science-Fiction Autor und YouTuber
- Calvin Harris (* 1984), Künstlername von Adam Richard Wiles, britischer DJ, Sänger, Songwriter und Produzent
- Calvin Hollywood (* 1976), deutscher Autor, Fotokünstler und Digitalkünstler

## Nachweise
1. ↑  https://www.behindthename.com/name/calvin